# Joasz (król Izraela)
Joasz (również Jehoasz) – dwunasty król królestwa Izraela (państwa północnego), syn Joachaza, opisywany w 2 Księdze Królewskiej. Panował w latach 798–782 p.n.e.
Kiedy Joasz wstąpił na tron, Izrael znajdował się pod dominacją Aramu-Damaszku. Król początkowo uznawał przewagę Aramu, jednak później, kiedy król Asyrii Adad-nirari III zmusił Aramejczyków do uległości, Joasz skorzystał z osłabienia przeciwnika, by odebrać mu utracone wcześniej przez Izrael terytoria. Według Biblii stało się tak zgodnie z zapowiedzią proroka Elizeusza (2 Krl 13,14-19). Później, gdy król judzki Amazjasz wypowiedział mu wojnę, pokonał Judejczyków pod Bet Szemesz, a następnie zdobył i splądrował Jerozolimę. Płacił trybut królowi Asyrii Adad-nirari III.
Następcą Joasza był Jeroboam II.